# FXR2
FXR2‏ (FMR1 autosomal homolog 2) هوَ بروتين يُشَفر بواسطة جين FXR2 في الإنسان.